# Shōrin-Ryū

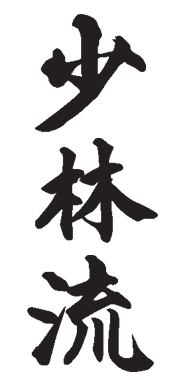
Shōrin-Ryū

Shōrin-Ryū (jap. 少林流 oder 小林流, Shaolin-Stil, wörtlich Wäldchen-Stil) ist einer der zwei großen Karate-Stilrichtungsfamilien aus Okinawa und nicht als harter oder weicher Stil einzuordnen. Shōrin-Ryū entstand wahrscheinlich im Laufe des 19. Jahrhunderts auf Okinawa, noch bevor Karate in Japan bekannt war. Die Wurzeln dieses Stils lassen sich mehrere Jahrhunderte weit zurückverfolgen. Wer genau Shōrin-Ryū begründet hat, ist unklar, obwohl Shōrin-Ryū oft Matsumura Sōkon (1792–1887) zugeschrieben wird. Er war Schüler von Sakugawa Kanga. Sein Karate ist stark von chinesischen Shaolin-Kampfkünsten geprägt. Matsumura Sōkon hatte eine Reihe bedeutender Schüler, unter anderem Chotoku Kyan (Sukunaihayashi Ryu), der im Dezember 1870 in Shuri auf Okinawa geboren wurde und der die Entwicklung von Shōrin-Ryū stark beeinflusst hat. Er beeinflusste die Stile Matsubayashi-Ryū, Shobayashi sowie Sukunaihayashi Ryu.
Ein weiterer bedeutender Schüler von Matsumura war Itosu Yasutsune (1830–1915). Er setzte sich für den öffentlichen Unterricht auch an Schulen der bis dahin geheimen Kunst ein und entwickelte zu diesem Zweck aus der Kata Kushanku die Pinan Katas. Sein Schüler Chibana Choshin (1885–1969) begründete den Zweig des Kobayashi-ryū.
Shōrin-Ryū ist durch abwechselnd hohe wie auch niedrige Stände, eine natürliche Atmung und geradlinige wie auch kreisförmige Bewegungen gekennzeichnet. Es ist dadurch ein sehr explosiver und doch geschmeidiger Stil; ruhigen Techniken folgen schnelle, kraftvolle Techniken mit äußerstem Einsatz (Kime) an Körperspannung. Einige der Shōrin-Ryū-Stile sind darüber hinaus auch durch sehr subtile Bewegungen der Hüfte (Koshi) gekennzeichnet. Heute umfasst die Shōrin-Ryū-Familie viele Stile, unter anderem Kobayashi-ryū (Shorinkan, Shidokan, Tesshinkan und Kyudokan), Matsubayashi-Ryu, Matsumura Orthodox Shorin-ryu (Matsumura Seito), Shobayashi sowie Sukunaihayashi Ryu (Chotoku Kyan).
Der weit verbreitete Shōtōkan-Stil des Karate hat Wurzeln im Shōrin-Ryū. So sind Katas von Itosu übernommen und im 20. Jahrhundert leicht angepasst und mit japanischen Namen versehen worden, beispielsweise die oben genannten Pinan Katas.